# باشگاه فوتبال الشباب عمان
باشگاه فوتبال الشباب (عربی: نادي الشباب) یک باشگاه فوتبال در شهر برکاء کشور عمان است. این باشگاه فوتبال در سال ۲۰۰۳ تأسیس شده و در لیگ حرفه‌ای فوتبال عمان شرکت می‌کند.